# Land unter (Spiel)
Land unter ist ein Kartenspiel des deutschen Spieleautors Stefan Dorra, das im Jahr 2001 beim Berliner Spielkartenverlag und kurz darauf bei Amigo erschienen ist. Das Spiel wurde ursprünglich bereits 1997 als Zum Kuckuck entwickelt und 1997 veröffentlicht. In der Version als Land unter wurde es in die Auswahlliste 2001 des Spiel des Jahres aufgenommen; im selben Jahr wurde es bei der Wahl zum besten Kartenspiel beim À-la-carte-Kartenspielpreis auf den dritten Platz gewählt.

## Thema und Ausstattung
Bei Land unter versuchen die Spieler mit ihren Wetterkarten die Flut an ihrem Leuchtturm so zu beeinflussen, dass sie möglichst wenige Rettungsringe verlieren und so nicht untergehen. Die Wetterkarten dienen dabei als Bietkarten; sie werden verdeckt gespielt und danach mit den anderen Spielern abgeglichen. Gewinner ist der Spieler, der noch die meisten Rettungsringe hat oder dessen Flutlinie am wenigsten gestiegen ist.
Das Spielmaterial besteht neben einer Spielanleitung aus 60 Wetterkarten mit den Werten 1 bis 60, 24 Flutkarten mit den Werten 1 bis 12 und 24 Rettungsringkarten.

## Spielweise
Vor dem Spiel werden die Wetterkarten und die Flutkarten gemischt. Die Flutkarten kommen als verdeckter Stapel in die Tischmitte; von den Wetterkarten bekommt jeder Spieler 12 auf die Hand und nimmt sie so auf, dass die Gegenspieler nicht hineinschauen können. Die Spieler zählen die auf den Wetterkarten abgebildeten Rettungsringe (keine, halbe und ganze) zusammen und bekommen die entsprechende Anzahl von Rettungsringkarten, die sie offen vor sich ablegen.
Das Spiel läuft in mehreren Durchgängen von je 12 Runden entsprechend der Anzahl der Handkarten der Spieler. Dabei spielen alle Spieler immer gleichzeitig; eine Spielreihenfolge gibt es nicht. Zu Beginn jeder Runde werden zwei Flutkarten aufgedeckt. Danach legt jeder Spieler verdeckt eine seiner Wetterkarten vor sich ab, und sobald alle Spieler je eine Karte ausgespielt haben, werden diese umgedreht. Der Spieler, der die höchste Wetterkarte ausgespielt hat, muss sich die niedrigere der beiden Flutkarten nehmen und offen vor sich ablegen; der Spieler mit der zweithöchsten Karte bekommt die verbliebene Karte. Der Spieler, der dann die jeweils höchste Flutkarte offen vor sich liegen hat, dreht einen der vor ihm liegenden Rettungsringe um; bei einem Gleichstand drehen beide Spieler einen Rettungsring um. Danach legen die Spieler die ausgespielten Wetterkarten jeweils verdeckt auf einen eigenen Ablagestapel neben ihren Rettungsringen und lassen die erhaltenen Flutkarten offen vor sich liegen.
Die nächsten Runden werden wie die erste Runde gespielt, wobei ab der zweiten Runde auch ein Spieler die höchste Flutkarte aus einer Vorrunde ausliegen haben kann und einen Rettungsring verliert, der in dieser Runde keine Flutkarte bekommen hat. Bekommt ein Spieler, der bereits eine Flutkarte vor sich liegen hat, eine weitere, legt er die neu erhaltene auf die bereits vorhandene, wodurch sich der ausliegende Flutpegel für ihn ändert. Muss ein Spieler nach einer Runde seinen letzten Rettungsring umdrehen, darf er weiter mitspielen. Ein Spieler scheidet aus, wenn er einen Rettungsring umdrehen muss, aber keinen mehr ausliegen hat; in diesem Fall muss der Spieler mit der nächsthöchsten Flut seinen Rettungsring umdrehen.
Ein Durchgang endet nach 12 Runden, wenn alle Wetterkarten gespielt wurden. Danach kommt es zur Wertung, bei der jeder Spieler für jeden noch vorhandenen Rettungsring einen Punkt erhält. Zusätzlich bekommt derjenige Spieler einen Punkt, der die niedrigste Flutkarte vor sich liegen hat; bei einem Gleichstand bekommen beide Spieler diesen Punkt. Ausgeschiedene Spieler erhalten einen Minuspunkt. Nach der Abrechnung gibt jeder Spieler seine abgelegten Wetterkarten und seine Rettungsringe an seinen linken Mitspieler weiter, der den nächsten Durchgang dann mit diesen Karten spielen muss, während der Spieler selbst die Karten seines rechten Nachbarn erhält.
Insgesamt werden so viele Durchgänge gespielt, wie Spieler mitspielen. Sieger des Spiels ist der Spieler mit den meisten Punkten nach dem letzten Durchgang.

## Versionen und Rezeption
Das Spiel wurde von dem deutschen Spieleautor Stefan Dorra entwickelt und erschien bereits 1997 als Zum Kuckuck bei dem Verlag F.X. Schmid in zwei Auflagen. 2001 wurde es mit einem neuen Thema als Land unter bei Berliner Spielkarten veröffentlicht und wurde in die Auswahlliste 2001 des Spiel des Jahres aufgenommen; im selben Jahr wurde es bei der Wahl zum besten Kartenspiel beim À-la-carte-Kartenspielpreis auf den dritten Platz gewählt. Kurz darauf erschien das Spiel ebenfalls auf Deutsch bei Amigo. International wurde es 2006 von Gamewright aufgegriffen und als Turn the Tide auf Englisch veröffentlicht. Die niederländische Version Pompen of Verzuipen, die 2006 bei PS-Games erschien, wurde für den Niederländischen Spielepreis nominiert. Es folgten Ausgaben auf Chinesisch (2009 bei Wargames Club Publishing, 2014 bei Swan Panasia Co., Ltd.), Italienisch (2009 bei Dal Negro), Russisch (2010 bei Lifestyle Boardgames Ltd.) und Koreanisch (2019 bei DiceTree Games). Ebenfalls 2019 erschien eine weitere deutsche Version beim Nürnberger-Spielkarten-Verlag.
In der Beurteilung der Jury zum Spiel des Jahres hieß es:

„Unangenehme Überraschungen trotz guter Karten sind keine Seltenheit, da die Mitspieler kräftig bluffen können. Da ist Psychologie mit im Spiel, aber auch eine gehörige Portion Taktik. Dieses preiswerte Kartenspielvergnügen sollte sich keiner entgehen lassen!“

## Belege
1. 1 2 3 4 5 6 7 8  Spieleanleitung Land unter, Amigo 2002
2. 1 2  Land unter auf der Website des Spiel des Jahres e.V.; abgerufen am 10. April 2020.
3. ↑  Land unter, Versionen bei BoardGameGeek. Abgerufen am 10. April 2020.